# Tony Allen
Pour les articles homonymes, voir Tony Allen (homonymie) et Allen.
Anthony Allen, dit Tony Allen, né le 20 juillet 1940 à Lagos (Nigeria) et mort le 30 avril 2020 à Paris (France), est un batteur, auteur-compositeur nigérian naturalisé français en 1998.

## Biographie
Tony Allen a été l'un des pionniers de l'afrobeat avec son maître et ami Fela Anikulapo-Kuti, dont il était le batteur et directeur artistique de 1968 à 1979. Fela a déclaré que « sans Tony Allen, il n'y aurait pas d'afrobeat ». Il est aussi décrit par Brian Eno comme « peut-être le plus grand batteur qui ait jamais vécu ».
Vers le milieu des années 1960, les deux compères effectuent une tournée aux États-Unis. Le pays est bouleversé par le mouvement de revendications des Afro-américains. Martin Luther King, Malcolm X, le Black Panther Party… Les jeunes musiciens nigérians y font leur apprentissage politique, en grande partie grâce à leurs « sœurs ». De cette prise de conscience naîtra un des courants fondamentaux de la musique africaine du XXe siècle : l'afrobeat. Un groove et des textes engagés, un mélange entre rythmes traditionnels et puissance électrique, une recette infaillible dont le creuset est le Nigeria.
Mais très vite des dissensions apparaissent entre Tony et Fela, qui se radicalise politiquement et devient le champion du panafricanisme, le pourfendeur de la corruption et de l'exploitation du continent noir par les multinationales.
Tony Allen préfère partir vers des champs musicaux plus expérimentaux. C'est ainsi qu'il se retrouve sur le label Comet Record, fondé par deux jeunes Français proches de l'electro, et qu'on verra à ses côtés des musiciens tels que Doctor L, les frères Stéphane et Lionel Belmondo ou Ali Boulo Santo.
En 2004, il enregistre la batterie sur la plupart des titres de l'album Politics de Sébastien Tellier. Titre phare de l'album, La Ritournelle remporte un franc succès et apporte à Tellier une relative notoriété.
En 2005, il revient aux sources avec un album très roots Lagos No Shaking (Lagos ne tremble pas), enregistré sur place au Nigeria sur le label Honest John Records. Cette maison de disques vient d'être créée par un amateur de musique africaine, par ailleurs célèbre musicien pop anglais : Damon Albarn, leader de Blur et de Gorillaz.
En 2006, Damon Albarn forme un supergroupe, The Good, the Bad and the Queen, qui comprend Damon Albarn, Tony Allen, Simon Tong ainsi que Paul Simonon, ancien bassiste de The Clash.
En 2008, Allen enregistre sa version de la chanson Where the Streets Have No Name du groupe rock U2 disponible sur l'album In the Name of Love : Africa Celebrates U2, sorti en 2008.
En 2009, Tony Allen enregistre avec Jimi Tenor l'album Inspiration Information, vol. 4,.
En 2010, Tony Allen participe au titre They Don't Know sur l'album Confessions d'un enfant du siècle, vol 3 de Rockin' Squat.
En 2012, Tony Allen sort avec Damon Albarn et Flea sous le nom du supergroupe Rocket Juice and The Moon un album du même nom aux sonorités funk et afrobeat. Le projet est annoncé dès 2008, mais chacun des membres est occupé sur d'autres projets. Damon Albarn annonce officiellement le projet le 27 octobre 2011. Le groupe joue pour la première fois sur scène le 28 octobre 2011 au Cork Jazz Festival à Cork en Irlande.
Vivant en France à Courbevoie, il meurt le 30 avril 2020, à 79 ans, dans un hôpital parisien.

## Discographie

### Avec Fela Kuti & Africa 70
- 1969 :  Fela Ransome Kuti and His Koola Lobitos
- 1970 : Fela Fela Fela
- 1970 : Fela's London Scene
- 1971 : Live ![8] (avec Ginger Baker)
- 1971 : Why Black Suffer
- 1971 : Na Poi
- 1971 : Open & Close
- 1972 : Shakara
- 1972 : Roforofo Fight
- 1973 : Afrodisiac
- 1973 : Gentleman
- 1974 : Alagbon Close
- 1974 : He Miss Road
- 1975 : Expensive Shit
- 1975 : Noise For Vendor Mouth
- 1975 : Everything Scatter
- 1975 : Confusion
- 1976 : Kalakuta Show
- 1976 : No Bread
- 1976 : Ikoyi Blindness
- 1976 : Yellow Fever
- 1976 : Upside Down
- 1976 : Before I Jump Like Monkey Give Me Banana
- 1976 : Excuse O
- 1976 : Zombie
- 1977 : J.J.D. - Live at Kalakuta Republic
- 1977 : Sorrow, Tears and Blood
- 1977 : Opposite People
- 1977 : Fear Not For Man
- 1978 : Shuffering and Shmiling
- 1979 : Stalemate
- 1979 : No Agreement
- 1979 : Unknown Soldier
- 1979 : V.I.P. (Vagabonds in Power)
- 1979 : I.T.T. (International Thief Thief)
- 1980 : Music Of Many Colours (avec Roy Ayers)

### Comme leader
- 1975 : Jealousy (Strut)
- 1977 : Progress (Strut)
- 1979 : No Accommodation For Lagos[9] (Strut)
- 1980 : No Discrimination[10] (Strut)
- 1988 : NEPA (Never Expect Power Always)[11] (Moving Target)
- 1999 : Black Voices[12] (Comet)
- 2002 : Homecooking[13] (Comet)
- 2004 : Tony Allen Live (Comet)
- 2006 : Lagos No Shaking (Honest Jon's Records)
- 2009 : Secret Agent (World Circuit Records)
- 2010 : Black Voices Revisited[14]
- 2014 : Film Of Life[15] (Jazz Village)
- 2017 : A tribute to Art Blakey and the Jazz Messengers
- 2017 : The Source (blue note)

### Collaborations diverses
- 1994 : Wakafrika de Manu Dibango (FNAC music)
- 1997 : Abandonne-toi, de Jean-Louis Aubert (Virgin)
- 1999 : Racubah! - A Collection of Modern Afro Rhythms (Comet)
- 2001:  Psyco On Da bus Feat Tony Allen, Doctor L ( Comet)
- 2000 : Mountains Will Never Surrender, de Doctor L (Jive)
- 2000 : The Allenko Brotherhood Ensemble Part 1 (Comet)
- 2000 : The Allenko Brotherhood Ensemble Part 2 (Comet)
- 2000 : The Allenko Brotherhood Ensemble Part 3 (Comet)
- 2000 : Modern Answers To Old Problems, d'Ernest Ranglin (Telarc)
- 2000 : Afrobeat… No Go Die! (Shanachie)
- 2001 : The Allenko Brotherhood Ensemble Part 4 (Comet)
- 2001 : The Allenko Brotherhood Ensemble Part 5 (Comet)
- 2001 : The Allenko Brotherhood Ensemble Part 6 (Comet)
- 2003 : Love Trap, de Susheela Raman (Narada)
- 2004 : Sebastien Tellier - Politics (Record Makers)
- 2004 : Awa Band, de Bababatteur (Ekosound)
- 2007 : The Good, the Bad and the Queen, de The Good, The Bad & The Queen (EMI)
- 2007 : 5:55, de Charlotte Gainsbourg (Because/Vice)
- 2007 : Pocket Symphony de Air (Virgin)
- 2009 : Inspiration Information, vol. 4[16], avec Jimi Tenor (Strut)
- 2011 : Afro, de ©© les frères Smith, Contraband Mlentality (Comet)
- 2012 : The Great Depression, de Doctor L (Dizzyness Music)
- 2012 : Sebastien Tellier - Confessions (Record Makers)
- 2012 : Rocket, Juice and the Moon (Honest Jon's)
- 2013 : Day Like This / Feel Loved, Theo Parrish / Tony Allen
- 2013 Meus Filhos Afrobeat Rework[17]
- 2014 : Meta Meta (Mais Um Discos)
- 2016 Afro-Haitian Experimental Orchestra[18]
- 2018 : Merrie Land, de The Good, The Bad & The Queen (Studio 13)
- 2020 : Rejoice, de Tony Allen & Hugh Masekela
- 2020 : How Far? de Gorillaz[19] (avec Tony Allen et Skepta)
- 2021 : The Solution Is Restless de Joan As Police Woman, Tony Allen & Dave Okumu (de The Invisible)
- 2024 : "Lagos Paris London" de Yannis & The Yaw (Feat. Tony Allen)